# Dysstroma subglauca
Dysstroma subglauca är en fjärilsart som beskrevs av Inoue 1955. Dysstroma subglauca ingår i släktet Dysstroma och familjen mätare. Inga underarter finns listade i Catalogue of Life.